# Секуринин
Секуринин — алкалоид, выделяемый из травы секуринеги полукустарниковой (Securinega suffruticosa (Pall.) Rehd.) семейства Молочайные (Euphorbiaceae).
Обнаружен в 1950 г. советскими учеными А. И. Шретером и В. Н. Чайкой. Выделен В. И. Муравьевой и А. И. Баньковским в 1953 г. Ими же установлена эмпирическая формула. Структура секуринина установлена Saito, Nacano и др., а в 1965 г. подтверждена синтезом.
Секуринин-основание — кристаллы лимонно-жёлтого цвета. Температура плавления 139—142°. Хорошо растворим в этиловом алкоголе и хлороформе, трудно растворим в холодной воде. Как третичный амин секуринин с минеральными и органическими кислотами дает хорошо кристаллизующиеся соли. Фармакопейным препаратом является нитрат секуринина, представляющий собой белый или белый с кремовым или розовым оттенком кристаллический порошок горького вкуса, без запаха. Температура плавления 200—205°. Хорошо растворим в воде и трудно растворим в спирте [α]d, не ниже −300° (в спирте).
Секуринин — аналептическое лекарственное средство.
Возбуждает ЦНС, повышает рефлекторную возбудимость спинного мозга, по характеру действия близок к стрихнину. По сравнению со стрихнином более активен и менее токсичен (в 8—10 раз).
Применяют при астенических состояниях, парезах и параличах, возникших после перенесённых инфекционных и других заболеваний, при гипо- и астенической форме неврастении, при половом бессилии на почве функциональных нервных расстройств и др.